# Nola lindemannae
Nola lindemannae är en fjärilsart som beskrevs av Fletcher 1962. Nola lindemannae ingår i släktet Nola och familjen trågspinnare. Inga underarter finns listade i Catalogue of Life.